# Jalen Lecque
Jalen Evander Lecque, né le 13 juin 2000 dans l'arrondissement de Manhattan à New York, est un joueur de basket-ball évoluant au poste de meneur et mesurant 1,89 m.

## Biographie

### Carrière lycéenne
Après une dernière saison de High school effectuée à la Brewster Academy, il se présente à la draft 2019.

### Carrière professionnelle

#### Suns de Phoenix (2019-2020)
Le 20 juin 2019, il n'est pas drafté. Le 21 juin 2019, il signe avec les Suns de Phoenix un contrat de quatre saisons dont deux garanties.
Entre le 28 octobre 2019 et le 18 février 2020, il est envoyé plusieurs fois chez les Suns de Northern Arizona, l'équipe de G-League affiliée aux Suns de Phoenix.

#### Pacers de l'Indiana (2020-mars 2021)
Le 16 novembre 2020, il est envoyé au Thunder d'Oklahoma City en compagnie de Ricky Rubio, Kelly Oubre et Ty Jerome et un premier tour de draft 2022 en échange de Chris Paul et Abdel Nader. Une semaine plus tard, il est envoyé aux Pacers de l'Indiana en échange de T. J. Leaf et un futur second tour de draft. Le 25 mars 2021, il est coupé.

## Statistiques
Gras = ses meilleures performances

### Saison régulière
| Saison    | Équipe  | Matchs | Titul. | Min./m | % Tir | % 3pts | % LF  | Rbds/m. | Pass/m. | Int/m. | Ctr/m. | Pts/m. |
| --------- | ------- | ------ | ------ | ------ | ----- | ------ | ----- | ------- | ------- | ------ | ------ | ------ |
| 2019-2020 | Phoenix | 5      | 0      | 6,3    | 40,0  | 0,0    | 100,0 | 0,40    | 0,40    | 0,00   | 0,00   | 2,00   |
| Total     |         | 5      | 0      | 6,3    | 40,0  | 0,0    | 100,0 | 0,40    | 0,40    | 0,00   | 0,00   | 2,00   |

Mise à jour le 12 mars 2020